# Detectivul Malone
Detectivul Malone (titlu original: Give 'em Hell, Malone) este un film american  thriller de acțiune neo-noir din 2009 regizat de Russell Mulcahy. Rolurile principale au fost interpretate de actorii Thomas Jane, Ving Rhames și Elsa Pataky.

## Distribuție
- Thomas Jane - Malone
- Ving Rhames - Boulder
- Elsa Pataky - Evelyn
- French Stewart - Frankie the Crooner
- Leland Orser - Murphy
- Chris Yen - Mauler
- William Abadie - Pretty Boy
- Gregory Harrison - Whitmore
- Doug Hutchison - Matchstick